# Campionato ivoriano di calcio
Il campionato ivoriano di calcio si suddivide in una serie di categorie interconnesse tra loro in modo gerarchico. La massima divisione del calcio in Costa d'Avorio è la Ligue 1, che comprende 14 squadre. I tre livelli più elevati sono sotto l'egida della Federazione calcistica della Costa d'Avorio (FIF).

## Struttura
Il campionato di calcio in Costa d'Avorio è articolato in questi livelli:
1. Ligue 1, campionato nazionale di 14 squadre
2. Ligue 2, campionato nazionale di 24 squadre
3. Ligue 3, campionato nazionale di 36 squadre
4. Division Régionale, campionato nazionale di 80 squadre

| Livello | Divisione                                      | Divisione                                      | Divisione                                      | Divisione                                      | Divisione                                      | Divisione                                      | Divisione                                      | Divisione                                      | Divisione                                      | Divisione                                      | Divisione                                      | Divisione                                      |
| ------- | ---------------------------------------------- | ---------------------------------------------- | ---------------------------------------------- | ---------------------------------------------- | ---------------------------------------------- | ---------------------------------------------- | ---------------------------------------------- | ---------------------------------------------- | ---------------------------------------------- | ---------------------------------------------- | ---------------------------------------------- | ---------------------------------------------- |
| 1       | Ligue 1 - (lega nazionale) 14 squadre          | Ligue 1 - (lega nazionale) 14 squadre          | Ligue 1 - (lega nazionale) 14 squadre          | Ligue 1 - (lega nazionale) 14 squadre          | Ligue 1 - (lega nazionale) 14 squadre          | Ligue 1 - (lega nazionale) 14 squadre          | Ligue 1 - (lega nazionale) 14 squadre          | Ligue 1 - (lega nazionale) 14 squadre          | Ligue 1 - (lega nazionale) 14 squadre          | Ligue 1 - (lega nazionale) 14 squadre          | Ligue 1 - (lega nazionale) 14 squadre          | Ligue 1 - (lega nazionale) 14 squadre          |
| 2       | Ligue 2 (lega nazionale) 24 squadre            | Ligue 2 (lega nazionale) 24 squadre            | Ligue 2 (lega nazionale) 24 squadre            | Ligue 2 (lega nazionale) 24 squadre            | Ligue 2 (lega nazionale) 24 squadre            | Ligue 2 (lega nazionale) 24 squadre            | Ligue 2 (lega nazionale) 24 squadre            | Ligue 2 (lega nazionale) 24 squadre            | Ligue 2 (lega nazionale) 24 squadre            | Ligue 2 (lega nazionale) 24 squadre            | Ligue 2 (lega nazionale) 24 squadre            | Ligue 2 (lega nazionale) 24 squadre            |
| 2       | Ligue 3 (lega nazionale) 36 squadre            | Ligue 3 (lega nazionale) 36 squadre            | Ligue 3 (lega nazionale) 36 squadre            | Ligue 3 (lega nazionale) 36 squadre            | Ligue 3 (lega nazionale) 36 squadre            | Ligue 3 (lega nazionale) 36 squadre            | Ligue 3 (lega nazionale) 36 squadre            | Ligue 3 (lega nazionale) 36 squadre            | Ligue 3 (lega nazionale) 36 squadre            | Ligue 3 (lega nazionale) 36 squadre            | Ligue 3 (lega nazionale) 36 squadre            | Ligue 3 (lega nazionale) 36 squadre            |
| 2       | Division Régionale (lega nazionale) 80 squadre | Division Régionale (lega nazionale) 80 squadre | Division Régionale (lega nazionale) 80 squadre | Division Régionale (lega nazionale) 80 squadre | Division Régionale (lega nazionale) 80 squadre | Division Régionale (lega nazionale) 80 squadre | Division Régionale (lega nazionale) 80 squadre | Division Régionale (lega nazionale) 80 squadre | Division Régionale (lega nazionale) 80 squadre | Division Régionale (lega nazionale) 80 squadre | Division Régionale (lega nazionale) 80 squadre | Division Régionale (lega nazionale) 80 squadre |

## Coppe nazionali
Esiste una coppa nazionale:
- Coupe de Côte d'Ivoire